# أندريه كرول
أندريه كرول (بالهولندية: André Krul) هو لاعب كرة قدم هولندي في مركز حراسة المرمى، ولد في 8 مايو 1987 في Grootschermer ‏ في هولندا. شارك مع منتخب هولندا تحت 21 سنة لكرة القدم. أما مع النوادي، فقد لعب مع أغوف أبيلدورن وديبورتيفو باستو وسبارتا روتردام ونادي أوترخت ونادي تورنهاوت ونادي غرونينغن ونادي فاليتا ونادي كامبور.

## وصلات خارجية
- أندريه كرول على موقع الاتحاد الأوربي (الإنجليزية)
- أندريه كرول على موقع قاعدة بيانات كرة القدم.إي يو (الإنجليزية)
- أندريه كرول على موقع Soccerway.com (الإنجليزية)
- أندريه كرول على موقع عالم كرة القدم.نت (الإنجليزية)